# Empis dasycera
Empis dasycera är en tvåvingeart som först beskrevs av Collin 1960.  Empis dasycera ingår i släktet Empis och familjen dansflugor. Inga underarter finns listade i Catalogue of Life.